# Белрен
Белрен (фр. Belrain) насеље је и општина у североисточној Француској у региону Лорена, у департману Меза која припада префектури Комерси.
По подацима из 2011. године у општини је живело 43 становника, а густина насељености је износила 5,17 становника/km². Општина се простире на површини од 8,31 km². Налази се на средњој надморској висини од 330 метара (максималној 352 m, а минималној 258 m).

## Демографија
| 1962. | 1968. | 1975. | 1982. | 1990. | 1999. | 2011. |
| ----- | ----- | ----- | ----- | ----- | ----- | ----- |
| 43    | 54    | 44    | 33    | 36    | 31    | 43    |

График промене броја становника у току последњих година